# آمارا دیانه
آمارا دیانه (انگلیسی: Amara Diané؛ زادهٔ ۱۹ اوت ۱۹۸۲) بازیکن فوتبال اهل ساحل عاج است.
از باشگاه‌هایی که در آن بازی کرده است می‌توان به باشگاه فوتبال النصر امارات، ای‌اف‌سی توبیز، باشگاه ورزشی الریان، باشگاه فوتبال پاری سن-ژرمن، باشگاه ورزشی الغرافه، باشگاه فوتبال استاد رنس، باشگاه فوتبال الظفره، و باشگاه فوتبال استراسبورگ اشاره کرد.
وی همچنین در تیم ملی فوتبال ساحل عاج بازی کرده است.